# Facundo Mura
Facundo Mura (General Roca, 23 marzo 1999) è un calciatore argentino, difensore del Racing Club.

## Caratteristiche tecniche
Terzino destro, può essere impiegato anche nella zona centrale del campo.

## Carriera

### Club
Ha giocato nella prima divisione argentina.

### Nazionale
Con la nazionale argentina Under-20 ha preso parte al Sudamericano Under-20 2019.
Successivamente ha giocato anche nella nazionale argentina Under-23.

## Statistiche

### Presenze e reti nei club
Statistiche aggiornate al 2 aprile 2025.
| Stagione                | Squadra                 | Campionato              | Campionato | Campionato | Coppe nazionali | Coppe nazionali | Coppe nazionali | Coppe continentali | Coppe continentali | Coppe continentali | Altre coppe | Altre coppe | Altre coppe | Totale | Totale | Totale |
| Stagione                | Squadra                 | Comp                    | Pres       | Reti       | Comp            | Pres            | Reti            | Comp               | Pres               | Reti               | Comp        | Pres        | Reti        | Pres   | Reti   |        |
| ----------------------- | ----------------------- | ----------------------- | ---------- | ---------- | --------------- | --------------- | --------------- | ------------------ | ------------------ | ------------------ | ----------- | ----------- | ----------- | ------ | ------ | ------ |
| 2018-2019               | Estudiantes (LP)        | PD                      | 3          | 0          | CA+CdS          | 0+4             | 0               | -                  | -                  | -                  | -           | -           | -           | 7      | 0      |        |
| 2019-2020               | Estudiantes (LP)        | PD                      | 12         | 1          | CA+CdS+CdL      | 0+0+2           | 0               | -                  | -                  | -                  | -           | -           | -           | 14     | 1      |        |
| Totale Estudiantes (LP) | Totale Estudiantes (LP) | Totale Estudiantes (LP) | 15         | 1          |                 | 6               | 0               |                    | -                  | -                  |             | -           | -           | 21     | 1      |        |
| 2021                    | Colón (SF)              | PD                      | 22         | 0          | CA+CdL          | 1+7             | 0               | -                  | -                  | -                  | TdC         | 1           | 0           | 31     | 0      |        |
| 2022                    | Racing Club             | PD                      | 25         | 0          | CA+CdL          | 1+14            | 0+1             | CS                 | 6                  | 0                  | TdC         | 2           | 0           | 48     | 1      |        |
| 2023                    | Racing Club             | PD                      | 21         | 2          | CA+CdL          | 1+5             | 0               | CL                 | 5                  | 0                  | -           | -           | -           | 32     | 2      |        |
| 2024                    | Racing Club             | PD                      | 13         | 3          | CA+CdL          | 2+10            | 0+2             | CS                 | 9                  | 0                  | -           | -           | -           | 34     | 5      |        |
| 2025                    | Racing Club             | PD                      | 5          | 1          | CA              | 1               | 1               | CL                 | 1                  | 0                  | RS          | 1           | 0           | 8      | 2      |        |
| Totale Racing Club      | Totale Racing Club      | Totale Racing Club      | 64         | 6          |                 | 34              | 4               |                    | 21                 | 0                  |             | 3           | 0           | 122    | 10     |        |
| Totale carriera         | Totale carriera         | Totale carriera         | 101        | 7          |                 | 48              | 4               |                    | 21                 | 0                  |             | 4           | 0           | 174    | 11     |        |

### Cronologia presenze e reti in nazionale
| Cronologia completa delle presenze e delle reti in nazionale ― Argentina under 20 | Cronologia completa delle presenze e delle reti in nazionale ― Argentina under 20 | Cronologia completa delle presenze e delle reti in nazionale ― Argentina under 20 | Cronologia completa delle presenze e delle reti in nazionale ― Argentina under 20 | Cronologia completa delle presenze e delle reti in nazionale ― Argentina under 20 | Cronologia completa delle presenze e delle reti in nazionale ― Argentina under 20 | Cronologia completa delle presenze e delle reti in nazionale ― Argentina under 20 | Cronologia completa delle presenze e delle reti in nazionale ― Argentina under 20 |
| Data                                                                              | Città                                                                             | In casa                                                                           | Risultato                                                                         | Ospiti                                                                            | Competizione                                                                      | Reti                                                                              | Note                                                                              |
| --------------------------------------------------------------------------------- | --------------------------------------------------------------------------------- | --------------------------------------------------------------------------------- | --------------------------------------------------------------------------------- | --------------------------------------------------------------------------------- | --------------------------------------------------------------------------------- | --------------------------------------------------------------------------------- | --------------------------------------------------------------------------------- |
| 20-1-2019                                                                         | Curicó                                                                            | Paraguay under 20                                                                 | 1 – 1                                                                             | Argentina under 20                                                                | Sudamericano Sub-20 2019 - 1º turno                                               | -                                                                                 | 45’                                                                               |
| 22-1-2019                                                                         | Talca                                                                             | Argentina under 20                                                                | 0 – 1                                                                             | Ecuador under 20                                                                  | Sudamericano Sub-20 2019 - 1º turno                                               | -                                                                                 |                                                                                   |
| Totale                                                                            |                                                                                   | Presenze                                                                          | 2                                                                                 |                                                                                   | Reti                                                                              | 0                                                                                 |                                                                                   |

## Palmarès

### Competizioni nazionali
- Copa de la Liga Profesional: 1

Colón (SF): 2021
- Trofeo de Campeones de la Liga Profesional: 1

Racing Club: 2022
- Supercopa Internacional: 1

Racing Club: 2022

### Competizioni internazionali
- Coppa Sudamericana: 1

Racing Club: 2024
- Recopa Sudamericana: 1

Racing Club: 2025